# Petit château de Bellevue
Pour les articles homonymes, voir Petit-Château.

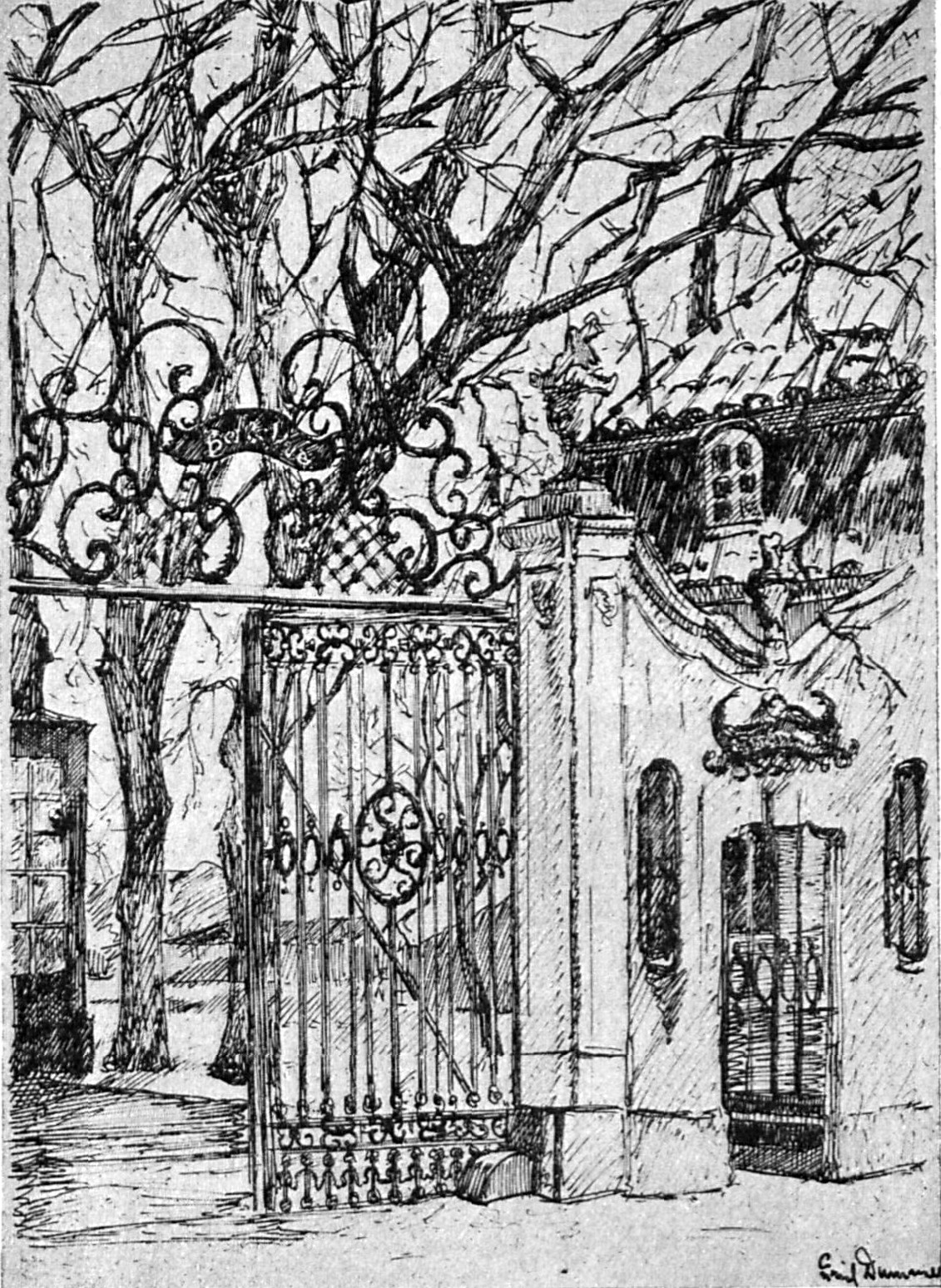
Le portail de la maison de jardin Bellevue pour un dessin à la plume et encre de Erich Dummer

Le petit château de Bellevue (Schlösschen Bellevue) est une ancienne résidence d'été rococo située à Lübeck en Allemagne.

## Histoire
C'est le puissant négociant Hieronymus Küsel qui fait construire ce petit château pour les séjours estivaux de sa famille. Il est le négociant le plus riche de son époque dans cette ville de la ligue hanséatique. Il est propriétaire entre autres de quatre-vingts moulins, avec des appareillages en cuivre.
Le château est construit entre 1754 et 1756 et consiste en un corps de logis à deux niveaux, dont le milieu de la façade est orné d'un fronton à la grecque, et de deux petites ailes en avancée, formant ainsi une petite cour d'honneur donnant sur une grille d'entrée. Il était entouré d'un petit jardin à la française avec une allée donnant sur la Trave. Une passerelle permettait aux invités d'arriver en bateau directement de la vieille ville de Lübeck. Le propriétaire des lieux était connu pour donner de somptueuses réceptions.
Cependant la famille Küsel fait banqueroute en 1773. Les dettes de Hieronymus sont de 600 000 thalers, somme considérable. Son épouse meurt peu de temps après et les amis se réunissent pour donner au veuf une rente annuelle de 200 thalers. Il vit alors au château de Nütschau, recueilli en ce lieu par son ami Christian von Brömbsen. Il meurt en 1793.
L'entreprise Orenstein & Koppel achète le château en 1955 et fait construire des bâtiments dans le parc. Il est acheté en 1984 par un négociant de Lübeck qui le fait restaurer pour y habiter avec sa famille. Les deux pavillons d'entrée sont donnés en location.
On peut découvrir les portraits du couple Küsel au musée de Behnhaus à Lübeck, peints par Stefano Torelli.

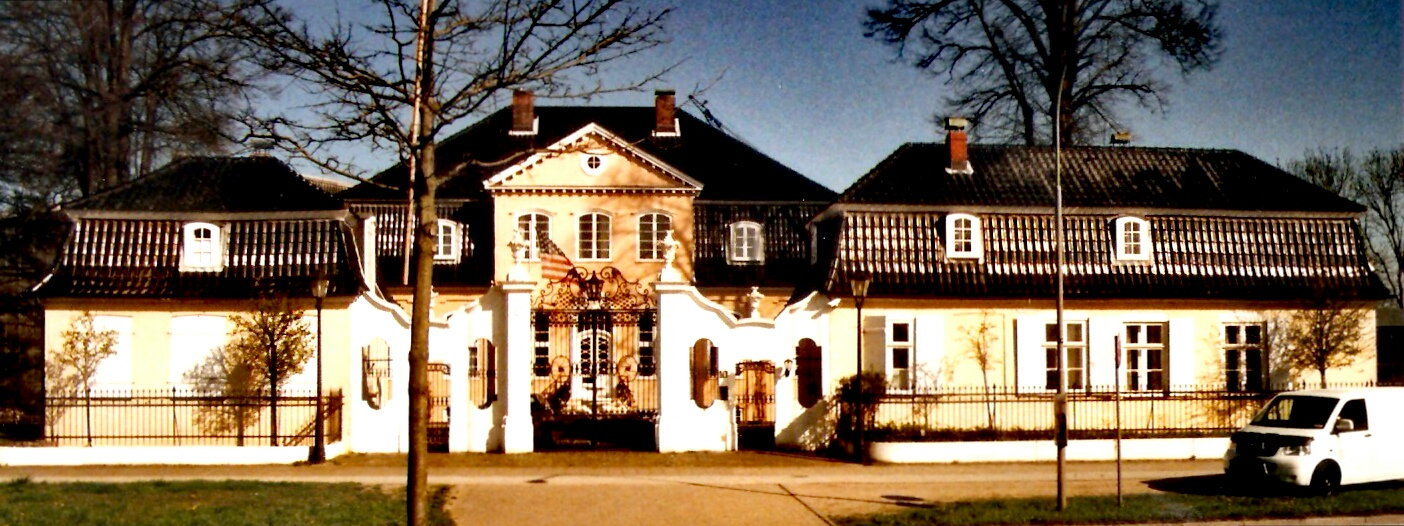
Vue du château de Bellevue en 2013

## Source
- (de) Cet article est partiellement ou en totalité issu de l’article de Wikipédia en allemand intitulé « Schlösschen Bellevue » (voir la liste des auteurs).